# Grand Prix de Wallonie 2004
Il Grand Prix de Wallonie 2004, quarantacinquesima edizione della corsa, si svolse il 15 settembre 2004 su un percorso di 193 km, con partenza da Chaudfontaine e arrivo a Namur. Fu vinto dal belga Nick Nuyens della Quick Step davanti al suo connazionale Philippe Gilbert e al francese Jérôme Pineau.

## Ordine d'arrivo (Top 10)
| Pos. | Corridore         | Squadra                          | Tempo    |
| ---- | ----------------- | -------------------------------- | -------- |
| 1    | Nick Nuyens       | Quick Step                       | 4h05'00" |
| 2    | Philippe Gilbert  | FDJ                              | a 1"     |
| 3    | Jérôme Pineau     | Brioches La Boulangère           | s.t.     |
| 4    | Bert De Waele     | Landbouwkrediet-Colnago          | s.t.     |
| 5    | Dmitriy Fofonov   | Cofidis                          | s.t.     |
| 6    | Geert Verheyen    | Chocolade Jacques-Wincor Nixdorf | s.t.     |
| 7    | Koos Moerenhout   | Lotto-Domo                       | s.t.     |
| 8    | Christophe Rinero | R.A.G.T. Semences-MG Rover       | a 7"     |
| 9    | Nico Sijmens      | Landbouwkrediet-Colnago          | s.t.     |
| 10   | Laurent Brochard  | Ag2r Prévoyance                  | s.t.     |